# تشهار تل مير محمد فصيح (زيلايي)
تشهار تل مير محمد فصيح (بالفارسية: چهارتل میرمحمدفصیح) هي قرية تقع في إيران في قسم زیلایی الريفي. يقدر عدد سكانها بـ 33 نسمة بحسب إحصاء 2016.